# Robert Hoyzer
Robert Hoyzer (Berlijn, 28 augustus 1979) is een voormalig Duits voetbalscheidsrechter. Begin 2005 werd hij ervan verdacht de uitslag van wedstrijden beïnvloed te hebben, om zo in de voetbaltoto te kunnen winnen.
Hoyzer is lid van Hertha BSC. In 2003 werd hij benoemd tot scheidsrechter door de Duitse voetbalbond Deutscher Fußball-Bund. Hij floot wedstrijden in de tweede divisie en regionale liga's, maar mocht niet in de hoogste divisie optreden.
Hoyzers carrière als scheidsrechter kwam tot een abrupt einde in januari 2005, toen hij ervan werd verdacht gewed te hebben op een wedstrijd uit de eerste ronde van de Duitse beker tussen 
Paderborn en de Bundesliga-club Hamburger SV op 21 augustus 2004. In deze wedstrijd kwam HSV op een 2-0-voorsprong, maar Hoyzer gaf HSV-aanvaller Émile Mpenza een rode kaart in de eerste helft en gaf later twee keer op twijfelachtige gronden een penalty aan Paderborn. De wedstrijd werd gewonnen door Paderborn met 4-2. Ook Paderborn-speler Thijs Waterink had geld aangenomen voor deze wedstrijd.
Hoyzer nam na de beschuldigingen ontslag als scheidsrechter en zegde zijn lidmaatschap bij Hertha BSC op. De Duitse voetbalbond kondigde aan dat onderzocht werd of Hoyzer ook in andere wedstrijden bewust de uitslag had beïnvloed. Ook werd er een onderzoek ingesteld door het gerecht in Braunschweig.
Hoyzer ontkende aanvankelijk de beschuldigingen, maar gaf op 27 januari 2005 de fraude toe. Hij onthulde dat hij banden had met Kroatische misdaadorganisaties die grote sommen geld hadden ingezet op wedstrijden die door Hoyzer werden gefloten. Op 17 november veroordeelde de rechtbank in Berlijn Hoyzer tot een gevangenisstraf van twee jaar en vijf maanden. Zijn voormalig collega Dominik Marks kreeg een voorwaardelijke straf van anderhalf jaar cel.
Op 8 maart 2006 werd bekend dat Hoyzer op verkeerde gronden was veroordeeld. Bij een van de wedstrijden die hij volgens de aanklacht zou hebben gemanipuleerd was hij helemaal geen scheidsrechter. Verwacht werd dat het vonnis uit 2005 nietig zou worden verklaard.